# André Brien
Pour les articles homonymes, voir Brien.
André Brien, né le 14 avril 1913 à Vincennes et mort le 27 juin 1998 à Paris 8e, est un prêtre catholique français, ancien aumônier de l’École normale supérieure, responsable de l’institut catéchétique à l’Institut catholique à Paris, et professeur à la faculté de théologie catholique de Strasbourg. 
Il a prêché les conférences de Carême à Notre Dame de Paris de 1971 à 1974.

## Biographie
André Brien fait toute sa scolarité au lycée Condorcet à Paris avant d’entrer au séminaire Saint-Sulpice à Issy-les-Moulineaux. Il est ordonné prêtre du diocèse de Paris en 1939.
Appelé sous les drapeaux, il est mobilisé comme lieutenant dans un bataillon disciplinaire. Il passera cinq années en captivité en Allemagne pendant la Seconde Guerre mondiale.
À son retour de captivité, André Brien enseigne brièvement la philosophie dans un collège, puis devient aumônier des khâgnes parisiennes et de l’École normale supérieure (rue d'Ulm) entre 1945 et 1964. Il est surnommé « le prophète » par ses étudiants. Parallèlement, il tient une chronique religieuse hebdomadaire très écoutée sur Radio Luxembourg, qui le fait connaître dans toute la France. Il devient responsable de l’institut catéchétique à l’Institut catholique à Paris.
Appelé en 1962, en plein concile Vatican II, à la tête de la pastorale du monde scolaire et universitaire pour la région parisienne par le cardinal Feltin, André Brien est nommé prélat de Sa Sainteté par le pape Paul VI.
À partir de 1969, il enseigne l’anthropologie et la théologie pastorale à la Faculté de théologie catholique de Strasbourg jusqu’à sa retraite en 1981.
Il a prêché les conférences de Carême à Notre Dame de Paris de 1971 à 1974.
André Brien apporte aussi aide et réconfort aux membres du groupe local de Strasbourg de l’association David et Jonathan, dont il est le conseiller spirituel dans les années 1970.

## Œuvre
- Intériorité et vie spirituelle, ""L'homme caché du coeur" : étude sur l'intériorité dans le Nouveau Testament", Arthème Fayard, avril 1954, Cahiers N°7, pages 133-154
- Dieu est là, Éditions du Cerf, 1956, réédition Fayard 1962. Recueil de conférences prononcées à Radio Luxembourg sur le thème de la Présence divine.
- Le cheminement de la foi, Éditions du Seuil, 1964.
- Le Monde technique, l’école et la foi : L’école chrétienne a-t-elle un sens aujourd’hui ?, Fayard, Mame, 1968.
- Aujourd'hui Jésus-Christ, Bayard Presse, 1971.
- Croire pour vivre. Les conférences de Carême de Notre-Dame de Paris. Bayard Presse 1972. (réédition 2013)
- Jésus-Christ ma liberté, Le Centurion, 1972.
- Libres et réconciliés, six conférences de Carême de Notre-Dame de Paris, Bayard Presse, 1974.
- Le Maître du bonheur Éditions du Centurion 1974.
- La mort au cœur de la vie avec Marc Lienhard, Alsatia Colmar & Oberlin Strasbourg. 1976.
- Le Dieu de l'homme : Le sacré, le désir, la foi, Éditions Desclée de Brouwer, 1986. 255 p.  (ISBN 978-2220025087)